# Monte Rittmann
Il monte Rittmann è un vulcano in Antartide. Scoperto nel 1988-1989 da una spedizione italiana, prende il nome dal vulcanologo svizzero Alfred Rittmann. Il vulcano ha un'ampia caldera larga diversi chilometri che affiora sotto il ghiacciaio Aviator. Il vulcano era attivo durante il Pliocene e l'Olocene, quando produsse grandi eruzioni esplosive; una grande eruzione si verificò nel 1254 d.C. che depositò tefra su gran parte dell'Antartide. Dal XX secolo in poi, il vulcano è stato classificato come dormiente.
Il vulcano è attivo sotto forma di fumarole. L'attività geotermica mantiene parte della caldera libera dai ghiacci; muschi e vari microrganismi crescono su questo terreno. Una tale presenza di muschi sui vulcani antartici con una certa attività è limitata ai monti Rittmann, Melbourne e Erebus e ha portato a sforzi per stabilire un'area protetta sul vulcano.

## Geologia
Il vulcano fa parte del gruppo vulcanico McMurdo, una delle più grandi province ignee alcaline al mondo. È stata suddivisa in quattro sottoprovince e il monte Rittmann è parte della sottoprovincia di Melbourne o del campo vulcanico del monte Overlord.  La provincia ignea è legata agli eventi tettonici avvenuti durante il rifting del Mare di Ross, la cui attività iniziò durante l'Eocene-Oligocene ed è proseguita durante tutto l'Olocene.
Gli affioramenti intorno al bordo della caldera sono formati da breccia, che contiene pomici recenti e xenoliti. Le rocce vulcaniche definiscono una sequenza basanitica, hawaiitica, mugearitica, fonolitica e trachitica ossia alcalina e sodica e presenta fenocristalli di olivina e plagioclasio. Gli xenoliti includono sia rocce granitiche che metamorfiche del basamento e rocce vulcaniche. Processi metasomatici si sono verificati nelle vicinanza delle fumarole.

## Storia eruttiva
Il vulcano data del Pliocene ed è stato attivo tra 4 milioni di anni fa e 70.000 anni fa, sebbene le rocce più antiche possano effettivamente provenire da un vulcano distinto.  La datazione radiometrica indica un'età di 3,97 milioni di anni per le rocce alla base del monte Rittmann e 240.000 ± 200.000, 170.000 ± 20.000 e 70.000 ± 20.000 anni fa per le varie colate laviche.  La caldera sembra essere più giovane delle rocce vulcaniche del ghiacciaio Pilot; è stata formata verosimilmente da un'eruzione pliniana. Diversi depositi di tefra antatici potrebbero provenire da eruzioni del monte Rittmann, che ha avuto almeno quattro grandi eruzioni negli ultimi 74000 anni: a Outback Nunataks,  vari tefra marini e di ghiaccio, dei tefra di età Eemiana a Talos Dome nell'Antartide orientale e largi depositi di polvere trovate nelle aree di ghiaccio blu di Frontier Mountain e Lichen Hill nella Terra Vittoria. La storia eruttiva del vulcano rimane comunque poco conosciuta a causa della scarsità di affioramenti.
Circa 11000 anni fa, il monte Rittmann ebbe una grande eruzione esplosiva che depositò l'"Aviator Tephra" nell'Aviator Basin. Le ricostruzioni indicano che l'eruzione iniziò come un evento idromagmatico che poi si trasformò in un'eruzione pliniana che produsse lapilli e cenere vulcanica. Il vulcano era ricoperto di ghiaccio quando iniziò l'eruzione e l'acqua di fusione del ghiaccio innescò un'attività idromagmatica con la sua interazione col magma. Alla fine dell'eruzione, la caldera potrebbe essere collassata mentre il vulcano produceva ignimbriti.
Grazie alla tefrocronologia, si è misurato che il monte Rittmann eruttò nel 1254, depositando uno strato di tefra attraverso l'Antartide. Questi tefra di Rittmann, detti anche "tefra del 1254", sono stati identificati in carote di ghiaccio dell'Antartide orientale e occidentale.  Probabilmente, l'eruzione del 1254 fu una delle più importanti eruzioni oloceniche dell'Antartide;  prima che la sua origine fosse scoperta, fu attribuita ai vulcani delle Pleiadi
È possibile che altre eruzioni si siano verificate dopo il 1254. All'inizio del XXI secolo, il vulcano è considerato quiescente, sebbene abbia registrato dell'attività sismica, che può anche essere dovuta a movimenti di ghiaccio oltre che a un'origine vulcanica. Piccole anomalie termiche sono state osservate dalle immagini satellitari Landsat e possono corrispondere all'attività delle fumarole.
Una ripetizione dell'eruzione del 1254 formerebbe una nuvola di cenere, con ricadute sulle stazioni di ricerca vicine e interruzione del traffico aereo da e per la stazione McMurdo.

## Conservazione
La sommità del monte Rittmann, assieme alle aree sommitali del monte Melbourne e del monte Erebus, sono state designate come Area Specialmente Protetta dell'Antartide, con la denominazione Siti geotermali d'alta quota della regione del mare di Ross (codice ASPA 175).
Si tratta di tre siti geotermali noti per ospitare comunità biologiche uniche. In tutta l'Antartide esistono pochissimi siti con queste caratteristiche, che coprono non più di pochi ettari del continente; il calore dell'attività geotermica ha consentito lo sviluppo di comunità biologiche che differiscono notevolmente da quelle dei siti geotermali marini.